# RDS-1

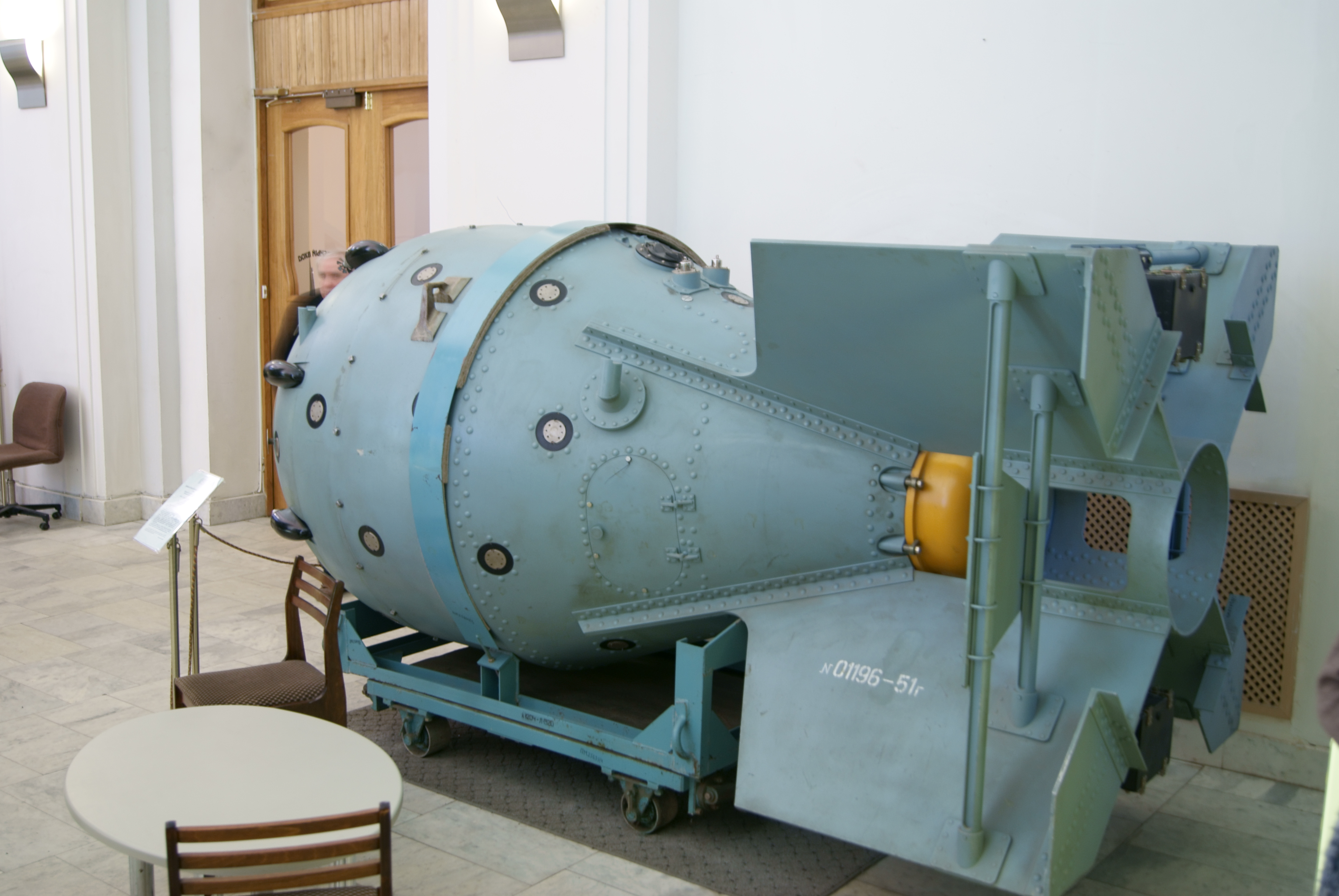
Maketa pumy RDS-1 v moskevském Polytechnickém muzeu

RDS-1 (rusky РДС-1; «изделие 501» - produkt "501"; атомный заряд «1-200» - atomový náboj "1-200", první záblesk - Первая молния, pervaja molnija, na západě jako Joe-1 v odkazu na Stalina) byla první sovětská atomová puma. Byla odpálena 29. srpna 1949 7:00 hodin v Semipalatinském jaderném polygonu na území dnešního Kazachstánu.

## Historie
Sovětský svaz začal zkoumat oblast jaderné fyziky již před druhou světovou válkou, ale výzkum se v první řadě zaměřoval na výrobu elektrické energie z jádra. Výzkum se ale po německé invazi zastavil. Po válce byl obnoven, ale už i s cílem vyrobit atomovou zbraň. Sověti využili hodně poznatků z německého projektu atomové pumy, které získaly po pádu Berlína a díky špionáži v americkém projektu Manhattan.
Při výrobě vlastní pumy se rozhodli jít cestou napodobení amerických prototypů, které již byly ověřeny v praxi. Vědci se kvůli tomuto rozhodnutí pravděpodobně v mnohém opírali o konstrukci bomby Fat Man, i když některé části pumy jako balistické pouzdro a elektronika byly sovětského designu.
Do léta 1949 byly vyřešeny všechny problémy týkající se konstrukce pumy. Program jejího testování byl formulován ve speciálním dekretu vydaném politbyrem. Tam byla puma uvedena pod krycím názvem RDS-1, což je zkratka ze speciálního reaktivního motoru.
Test se uskutečnil 29. srpna 1949 v 7:00 na polygonu UP-2 MO, 170 km od Semipalatinsku v Kazašské SSR, v suché neobydlené stepi. Pro zkoušku bylo na místě výbuchu v okruhu 10 kilometrů postaveno několik domů ze dřeva a cihel, most a simulované metro. Také na místo přivezli různé bojové a nebojové stroje, 50 letadel a 1 538 zvířat.
Pumu umístili na 37,5 m vysokou věž s příhradovou konstrukcí. Po výbuchu se puma ukázala o polovinu silnější, než se předpokládalo. Věž, na které byla puma umístěna, se vypařila a pod ní se vytvořil kráter o průměru 3 metry a hluboký 1,5 metru, pokrytý sklovitým materiálem. Budovy v okruhu 50 metrů od epicentra byly zcela zničeny. Z 1 538 zvířat bylo při výbuchu zabito 345. Tanky T-34 a polní dělostřelectvo ve vzdálenosti 550 metrů byly poškozeny a do vzdálenosti 1500 metrů všechna letadla utržila podstatné poškození. Ve vzdálenosti jednoho kilometru a pak dále každých 500 metrů byly umístěny automobily Poběda, všech 10 shořelo. Z obytných domů, které postavili ve zkušebním poli nezůstal stát ani jeden.
Většinu škod ale nenapáchala rázová vlna, ale silný vítr. Železobetonový most ve vzdálenosti 1500 metrů byl odhozen o 30 metrů a tanky a stroje byly otočené a převrácené. Zvířata silný vítr odvál.

## Parametry pumy
Pumu navrhli v Kurčatovově institutu, tehdy označovaném jako "Laboratoř číslo 2" (rusky Лаборатория № 2) a štěpný materiál (plutonium) do ní vyrobili v závodě Majak v Čeljabinské oblasti.
Síla pumy byla ekvivalentní síle 22 kilotun TNT, její délka byla 3,7 m, průměr 1,5 m, a hmotnost 4,6 tuny, čímž byla velmi podobná americké pumě Fat Man, shozené na japonské město Nagasaki.

## Reakce Západu
Když byly radioaktivní produkty jaderného štěpení z testu zjištěné americkým letectvem, USA začaly sledovat jejich stopu. 23. září 1949 americký prezident Harry S. Truman prohlásil: „Máme důkazy, že se v posledních týdnech v SSSR vyskytl jaderný výbuch.“ Tento výrok byl zlomem v studené válce, která právě začala.
Poté, když se potvrdilo, že SSSR vlastní jadernou bombu, začal růst tlak na vyvinutí první vodíkové pumy.